# محمد بهنیا
محمد بهنیا سیاست‌مدار ایرانی بود، که در دوره‌های   بیست و دوم  و   بیست و سوم  به‌عنوان نماینده تهران در مجلس شورای ملی حضور داشت.